# Out from Cages
Out from Cages è il primo lavoro interamente in lingua inglese musicale della band I Medusa, pubblicato per la Dracma Records nel 1997.

## Formazione
- Diego Perrone - voce
- Fabrizio Porro - basso
- Massimo Inghiomirelli -  chitarra
- Massimo Sperindio - batteria